# Tvórog
El tvórog o tvoróg (en rus тво́рог o творо́г) és un formatge fresc fermentat de quallada àcida tradicional de l'Europa de l'Est.
El tvórog és el formatge més consumit als països de l'Europa de l'Est. A Rússia, el tvorog té tanta rellevància que alguns llibres de cuina li dediquen capítols sencers, i n’hi ha que recullen exclusivament receptes elaborades amb aquest formatge. Es tracta d’un formatge fresc, blanc i de textura tova, amb un punt d’acidesa, que es pot menjar sol o fer servir com a ingredient en una gran varietat de plats, tant dolços com salats.

## Història
El tvórog es fa a les llars eslaves des de fa almenys mil anys, normalment amb llet de vaca fermentada de manera natural, tot i que de vegades també s’utilitza llet d’ovella o de cabra.

## Elaboració
S’elabora a partir de la quallada de llet que es coagula per acidificació mitjançant bacteris làctics fins a assolir una acidesa propera al punt isoelèctric de les proteïnes de la caseïna (pH 4,4-4,5). Aquesta quallada es talla, es barreja, s’escalfa i després se separa el gra de mató del sèrum. La massa obtinguda es premsa i es modela. El tvórog premsat es classifica en magre, semigras o gras segons el seu contingut en greixos. El tvórog es pot menjar de seguida o bé premsar-se en blocs, assecar-se i madurar fins a dos mesos. Tot i que es ven tvórog produït industrialment a gairebé tots els supermercats de Rússia, molts russos encara diuen que el de millor gust és el que es fa a casa o es compra als mercats de pagès.
De forma industrial, s’elabora amb llet de vaca i s'hi afegeix ferment Lactococcus o un cultiu mixt de Lactococcus i Streptococcus thermophilus, ja que aquest darrer millora la resistència a infeccions, accelera la coagulació i millora la textura. La temperatura òptima per a aquests cultius combinats és de 32 °C. Presenta un color blanc amb una textura que pot variar entre grumollosa i cremosa, depenent del percentatge de greix de la llet utilitzada. El seu gust pot ser més o menys àcid segons el temps de fermentació de la llet abans de la seva preparació.

## Propietats
El tvórog és un aliment molt nutritiu, amb un contingut calòric moderat i ric en proteïnes d’alta qualitat i fàcil digestió. També aporta greixos i lactosa que s’assimilen amb facilitat, així com vitamines i minerals essencials. Gràcies a aquestes propietats, és apte tant per a una alimentació equilibrada en persones sanes com per a dietes especials en situacions de salut que requereixen una nutrició adaptada.
El percentatge d'humitat és d'aproximadament un 70%, mentre que el component dominant de la matèria seca és
la proteïna amb un 17%, els hidrats de carboni serien un 3,5% i la matèria grassa un 4%.

## Utilització
El tvórog es pot menjar sol, sovint amb sucre, mel o melmelada, però també és la base de molts plats típicament dels països eslaus, des de la magnificència de la paskha de Pasqua fins als senzills sirniki. També es pot menjar com un dolç amb smetana (crema agra) i sucre, o com un aperitiu salat barrejat amb pebre vermell i llavors de comí.